# Bip-bip
Bip-bip es un libro de relatos para adolescentes de la escritora ecuatoriana Lucrecia Maldonado, publicado en el año 2008. La obra conformada por doce cuentos, aborda la problemáticas propias de la juventud y adolescencia, y su entorno.
Este libro de relatos obtuvo el premio de literatura juvenil "J.C. Coba" de la editorial ecuatoriana Libresa, en su edición del año 2008.

## Contenido
Los siguientes cuentos conforman la obra:
- «Con permiso»
- «Un minuto después»
- «En soledad»
- «Bip - Bip»
- «El Infierno»
- «Susto»
- «Que bueno que esta lloviendo»
- «El cuarto de las muñecas»
- «Después del temblor»
- «El hilo de la poesía»
- «Panelas»
- «De cuando Hillary Duff tenía mejillas»